# Kerstin Perski

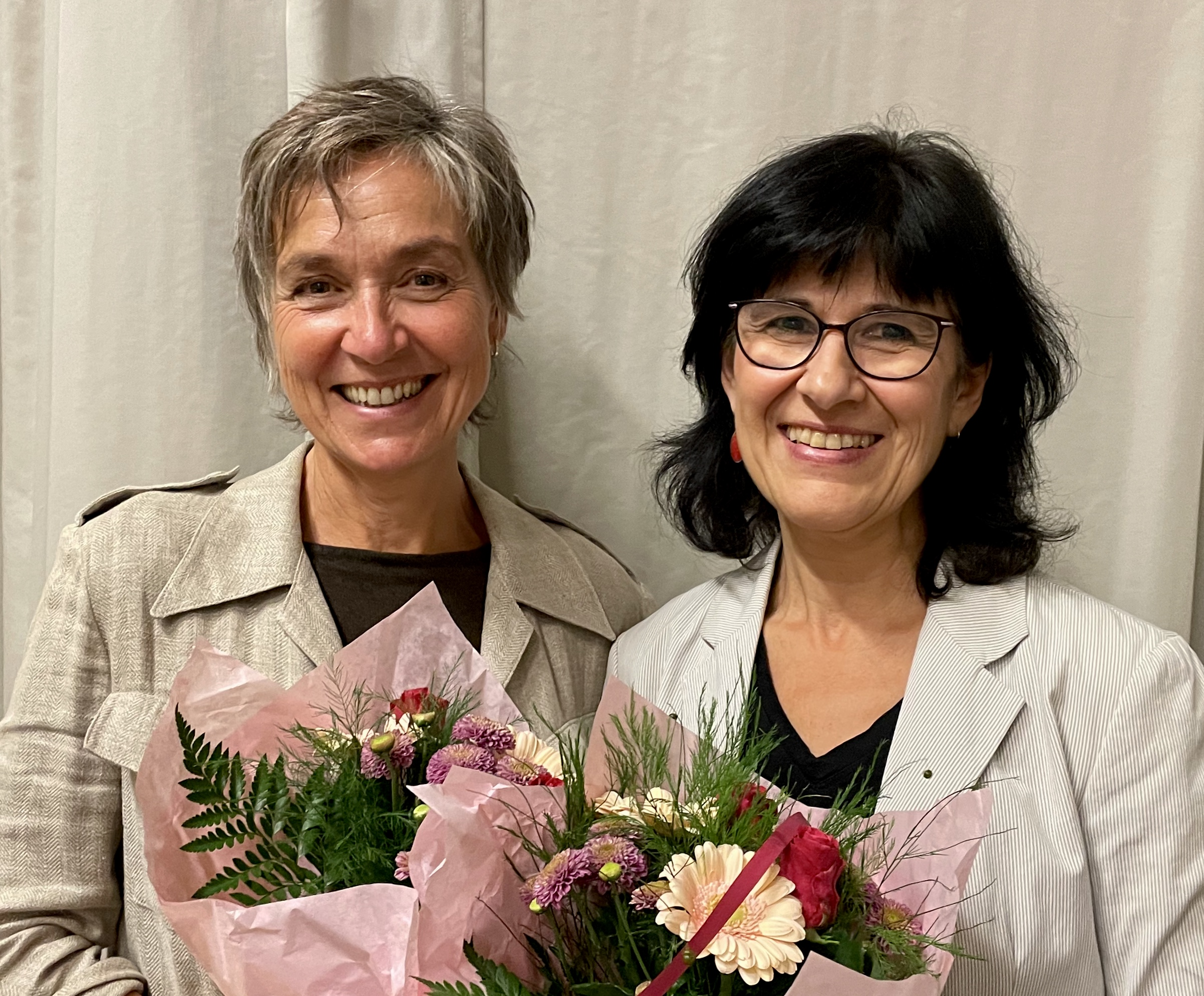
Paula af Malmborg och Kerstin Perski inför premiären av Mytomania - en opera i två akter - hösten 2023 vid GöteborgOperan.

Kerstin Eva  Perski, född 12 februari 1960 i Stockholm, svensk dramatiker, dramaturg, författare och librettist verksam både i Sverige och internationellt.
Kerstin Perski är dramatiker- och dramaturgutbildad på Dramatiska Institutet 1987. Hon har skrivit libretton till ett flertal svenska och danska operor exempelvis; Vargen kommer (1997), Sötskolan – en rysare (1999), Ärret  (2004) och Skriftestolen (2006). Uppsättningen Skriftestolen erhöll 2007 Reumerts pris som bästa danska opera.
Perski har även skrivit librettot till Notorious (2014) med musik av Hans Gefors och med urpremiär på GöteborgsOperan 19 september 2015. Hon har även skrivit libretton till Son of Heaven för Vadstena-Akademien med musik av Moto Osada. Operan hade urpremiär på Vadstena slott 17 juli 2015. Hon har i dessa sammanhang samarbetat med tonsättarna Hans Gefors, Paula af Malmborg Ward, Jonas Forssell, Carin Bartosch-Edström och Niels Marthinsen. Den 8 oktober 2023 hade Mytomania preminär på GöteborgsOperan. Det är en opera i två akter med libretto av Kerstin Perski och musik av Paula af Malmborg Ward.
Till de klassiska musikdramatiska verken Glada Änkan och Enleveringen ur Seraljen har Kerstin Perski moderniserat den svenska texten. Hon har också översatt Kvinnornas Råd från engelska till svenska. Det är en helaftonspjäs från 2006 av Naomi Reagan.
Bland hennes pjäser från 2000-talet kan nämnas:
- Vi faller inte! på Judiska teatern 2004.[6]
- Namn: Spielrein Sabina med urpremiär på Stockholms stadsteater 2005.[7]
- Charlotte Löwensköld med urpremiär på Stockholms stadsteater 2008.[8]
- Dream Business på Orionteatern 2013.[9]

Kerstin Perski romandebuterade 2003 med Glasdörren. Våren 2012 kom hon ut med novellsamlingen Engångsvarelser, och 2022 utkom romanen Nätternas och dagarnas bok.